# یواس‌ان‌اس سروان جورج دبلیو جی بویس (تی‌ای‌کی-۲۵۱)
یواس‌ان‌اس سروان جورج دبلیو جی بویس (تی‌ای‌کی-۲۵۱) (به انگلیسی: USNS Lt. George W. G. Boyce (T-AK-251)) یک کشتی بود که طول آن ۴۵۵ فوت (۱۳۹ متر) بود. این کشتی در سال ۱۹۴۵ ساخته شد.